# Hugo Steurer
Hugo Steurer (Munich, 13 novembre 1914 - 2004) est un pianiste et pédagogue allemand.
Il est considéré en Allemagne comme l'un des grands interprètes de la musique pour piano de Ludwig van Beethoven.
Steurer fait ses débuts en 1934. De 1953 à 1958 Hugo Steurer enseigne au Conservatoire de Leipzig. Plus tard, il enseigne à la Hochschule für Musik de Munich. Parmi ses élèves, les plus célèbres sont Homero Francesch, Gerhard Oppitz, Heinz Rögner et Annerose Schmidt.